# Île de Puteaux
L'île de Puteaux est une île sur la Seine située dans le département des Hauts-de-Seine et dont le territoire appartient à la ville de Puteaux. Depuis 1935, elle est mitoyenne de l'île du Pont, qui appartient à la ville de Neuilly-sur-Seine.

## Description
L'île s'étend selon un axe sud-ouest nord-est, sur une longueur d'environ 2 km. Elle est rattachée au nord-est à l'île du Pont appartenant à la ville de Neuilly. Son extrémité sud-ouest, qui fait face à Suresnes à l'ouest et au bois de Boulogne à l'est, sert de point d'appui aux écluses de Suresnes qui ferment les deux bras de Seine à sa hauteur. Au centre de l'île passe le pont de Puteaux, la reliant à la ville de Puteaux au nord et au bois de Boulogne au sud.
L'île n'est pas habitée mais comprend plusieurs équipements sportifs :
- La partie sud-ouest abrite un parc des sports interdépartemental (géré par le SIPS, une structure commune entre Paris et le département des Hauts-de-Seine, qui gère aussi la piscine de la Grenouillère dans le parc de Sceaux à Antony) comprenant 6 terrains de football, 24 courts de tennis, un practice de golf et quelques aires de jeu.
- Sur la partie centrale (au nord-est du pont de Puteaux) se trouve un gymnase ainsi que le « Palais des sports », un complexe de la ville de Puteaux, avec une piscine de plusieurs bassins, intérieurs et extérieurs, et des salles de gym, ouverte en juillet 2006 en remplacement d'une ancienne piscine d'été.
- À la pointe nord-est, sur l'île du Pont, juste avant le pont de Neuilly, se trouve un grand bâtiment abritant un autre complexe sportif. Sous les arches du pont ont aussi été installés des tennis couverts.

On trouve également sur l'île un jardin public municipal de Puteaux, le parc Lebaudy, connu pour sa roseraie.

## Accès
Les accès à l'île se font :
- principalement par le pont de Puteaux, au centre de l'île. Le pont actuel (en fait deux ponts sur chaque bras de Seine) a été construit dans les années 1970 en remplacement de l'ancien pont. Il relie l'île d'un côté au centre-ville de Puteaux et de l'autre à la porte de la Seine, à l'orée du bois de Boulogne et à Neuilly-sur-Seine. Il offre le seul accès routier à l'île.
- pour les piétons et les cyclistes par la passerelle François Coty ouverte en septembre 2019.
- également par le pont de Neuilly, par l'île du Pont.

## Histoire

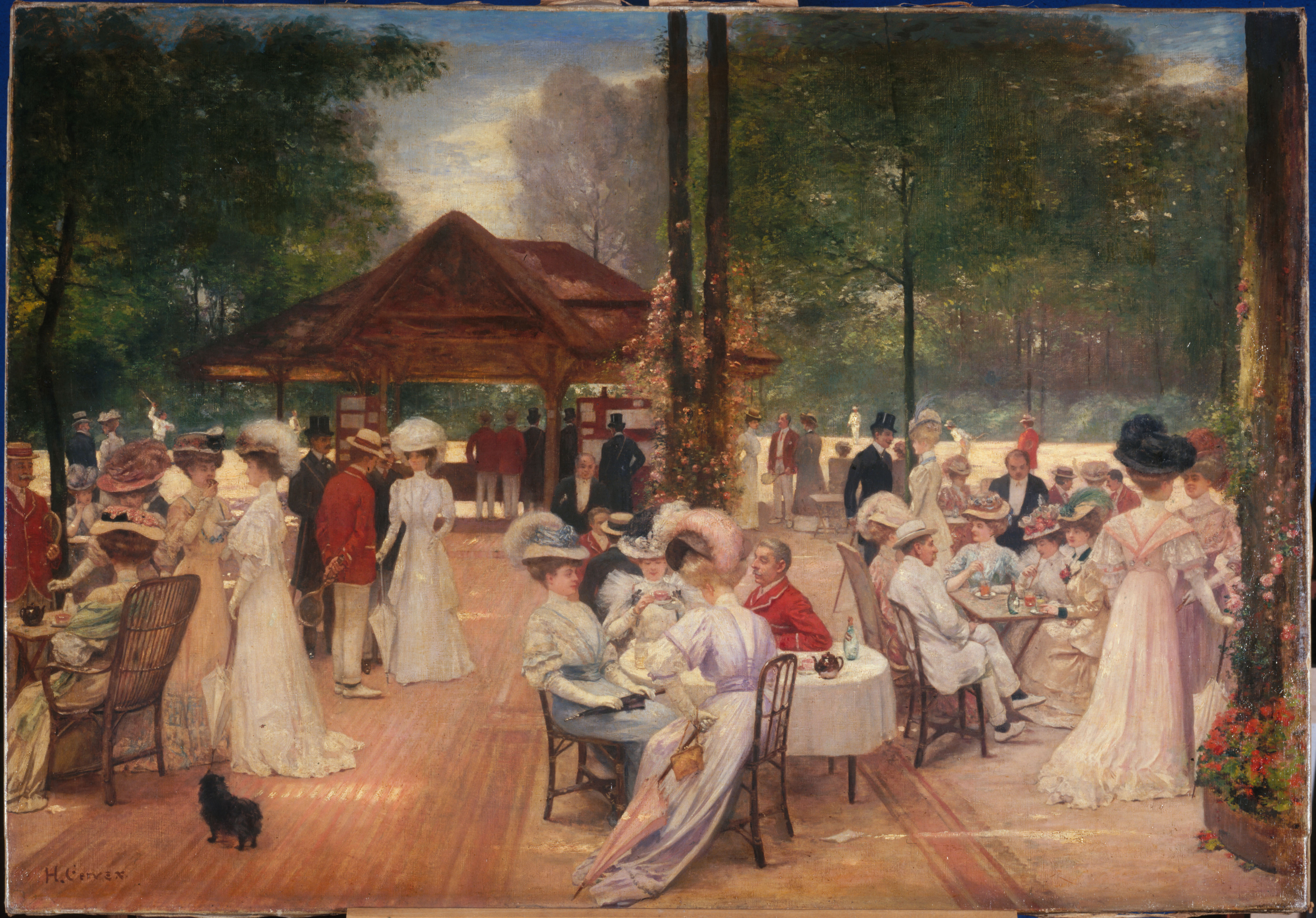
Le Cercle de l'île de Puteaux,
Henri Gervex, vers 1907,
musée Carnavalet, Paris.

L'île du Pont et l'île de Puteaux sont deux îles distinctes, réunies par le comblement d'un bras de la Seine (en 1935). L'île de Puteaux appartient à Puteaux, l'île du Pont à Neuilly-sur-Seine.
Le vicomte Léon de Janzé fonde en 1873 la Société sportive de l'île de Puteaux, permettant la création d'un des tout  premiers « clubs » de tennis en France. À la Belle Époque, il s'agit encore d'un loisir éminemment mondain, très éloigné de la réalité actuelle :

« À cette époque préhistorique du tennis, les règles n’étaient encore qu’assez vagues, les terrains aussi, les raquettes prenaient des airs de filets à papillons, les balles en simple caoutchouc avaient des rebonds fantaisistes et ce divertissement n’était que l’occasion de papotages mondains aux 5 à 7 de l’île de Puteaux. La finale du premier championnat de France officiel, en 1891, n’attira guère plus d’une quinzaine de spectateurs. »

L'île a accueilli des épreuves des Jeux olympiques de Paris en 1900, dont les compétitions de tennis. Il fut un temps envisagé un temps d'y construire un stade, afin d'accueillir la coupe du monde de football de 1938.
Au XIXe siècle, sur l'île de Puteaux, se trouvait une ferme modèle appartenant à James de Rothschild.
Une partie de l'île s'est donc nommée un temps l'« île Rothschild ».
L'île a hébergé un établissement des parfums Coty, dont l'usine principale était située non loin de là, à Suresnes.

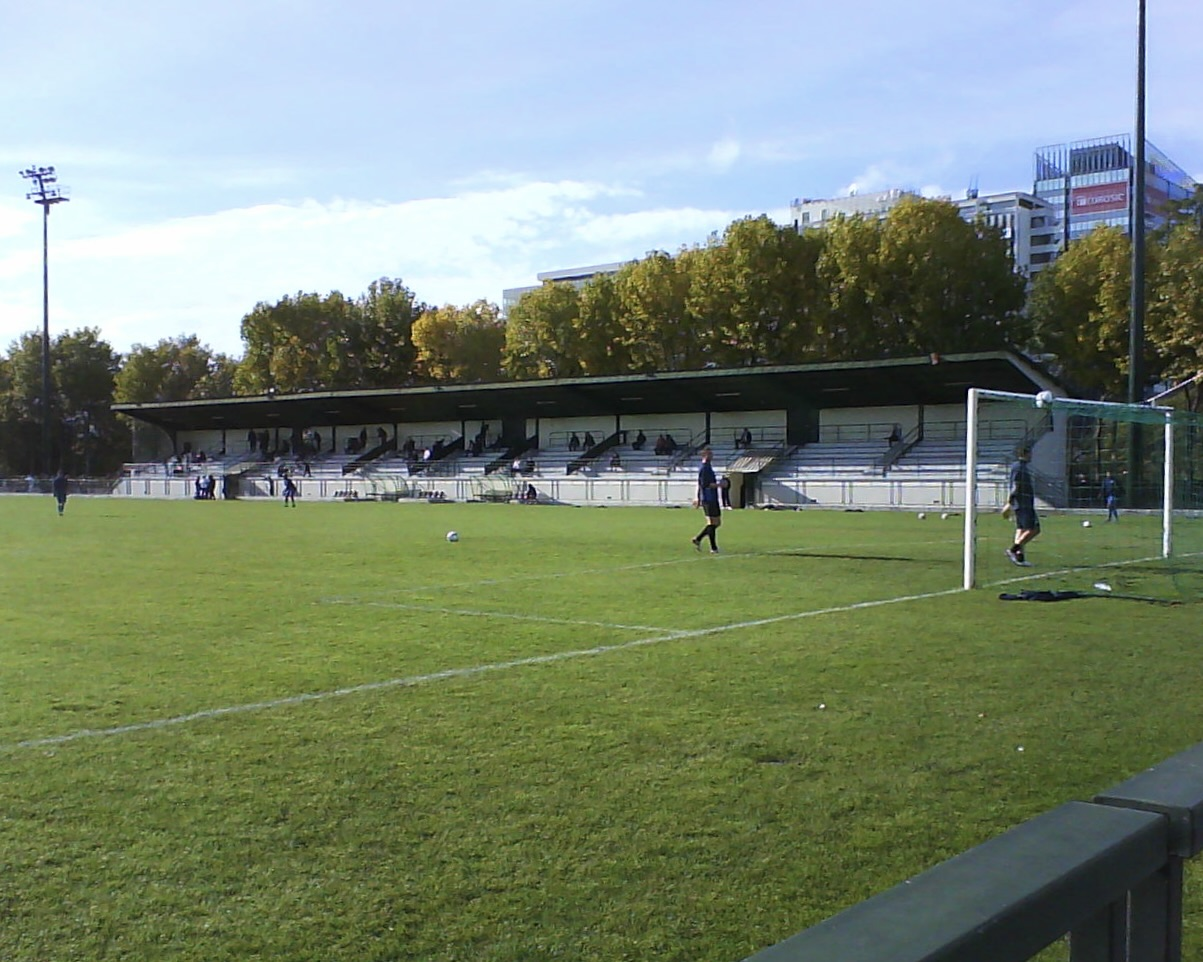
L'île de Puteaux accueille le stade Léon-Rabot, où évolue l'équipe du CSM Puteaux.

En 2005, l'île voit la construction d'une clôture de 2,60 m de hauteur à la délimitation des communes de Puteaux et Neuilly. Elle est réalisée par la commune de Puteaux, à la suite d'un désaccord entre les deux municipalités.
Une statue de Jean-Rodolphe Perronet, architecte du deuxième pont de Neuilly, se trouvait à l'extrémité nord de l'île. Une première statue, œuvre d'Adrien Gaudez, avait été inaugurée en juillet 1897 sur le rond-point d'Inkermann. Retirée par les Allemands en 1942, elle avait été fondue. En 1981, la municipalité neuilléenne acquiert auprès d'un antiquaire une autre statue en pierre de Perronet et l'installe sur l'île. En 2023, après restauration, elle est déplacée sur le parvis de l'hôtel de ville, à la place de la statue d'Antoine Parmentier,.

## Galerie

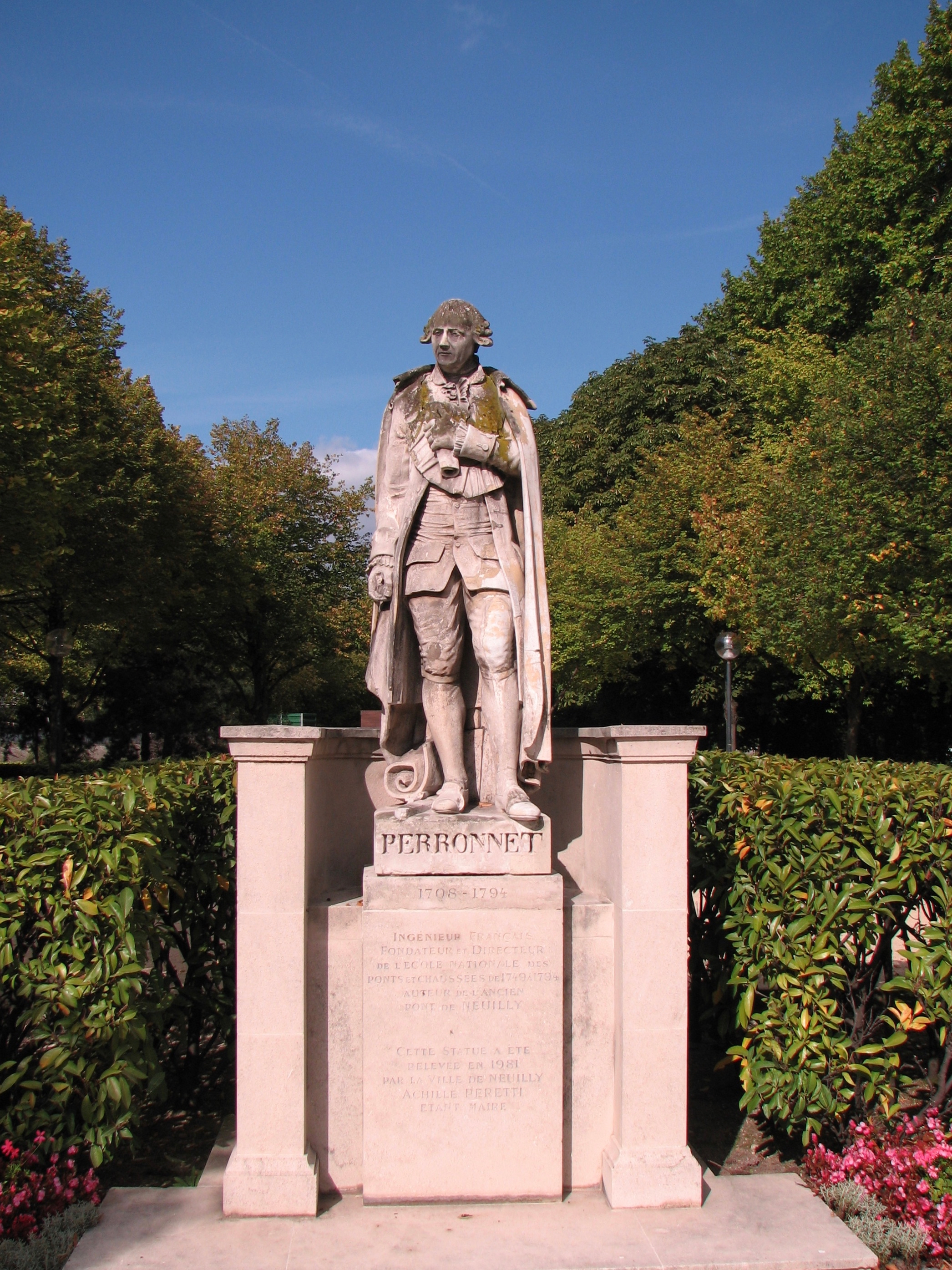
Statue de Perronet en 2007.
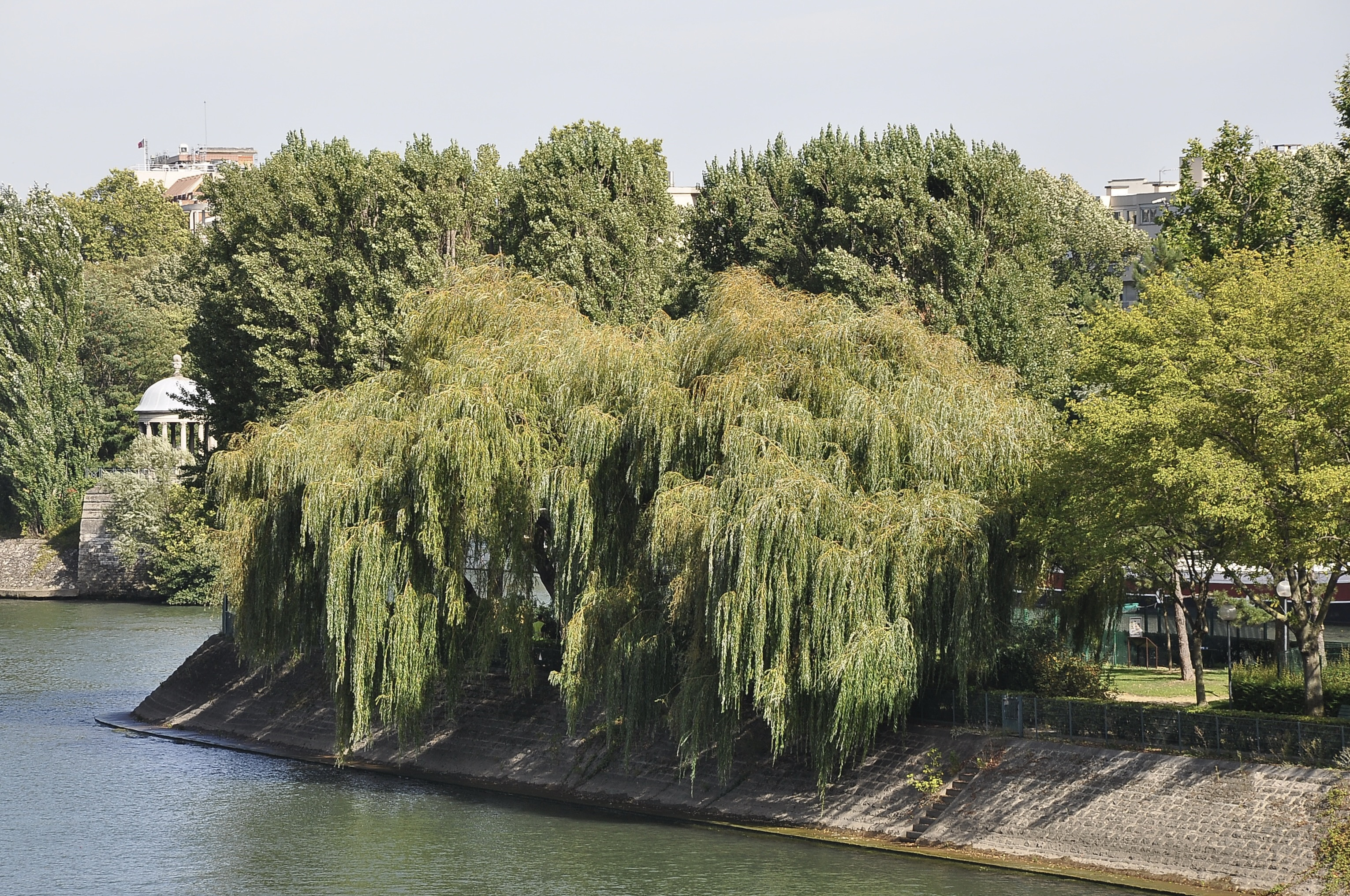
Pointe nord-est de l'île (île de la Jatte en arrière-plan).
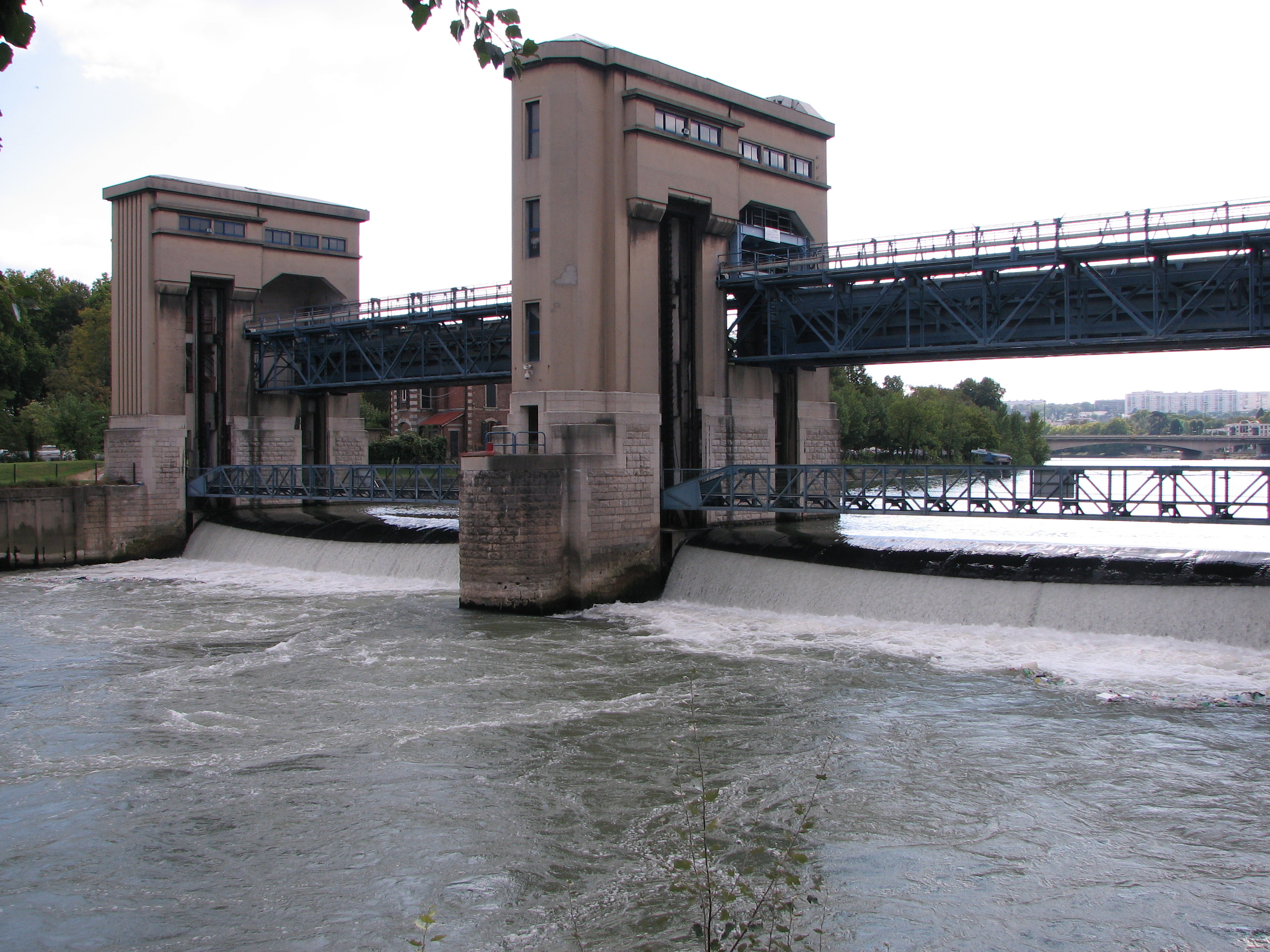
Barrage de Suresnes sur le bras de Seine entre l'île de Puteaux et le bois de Boulogne.
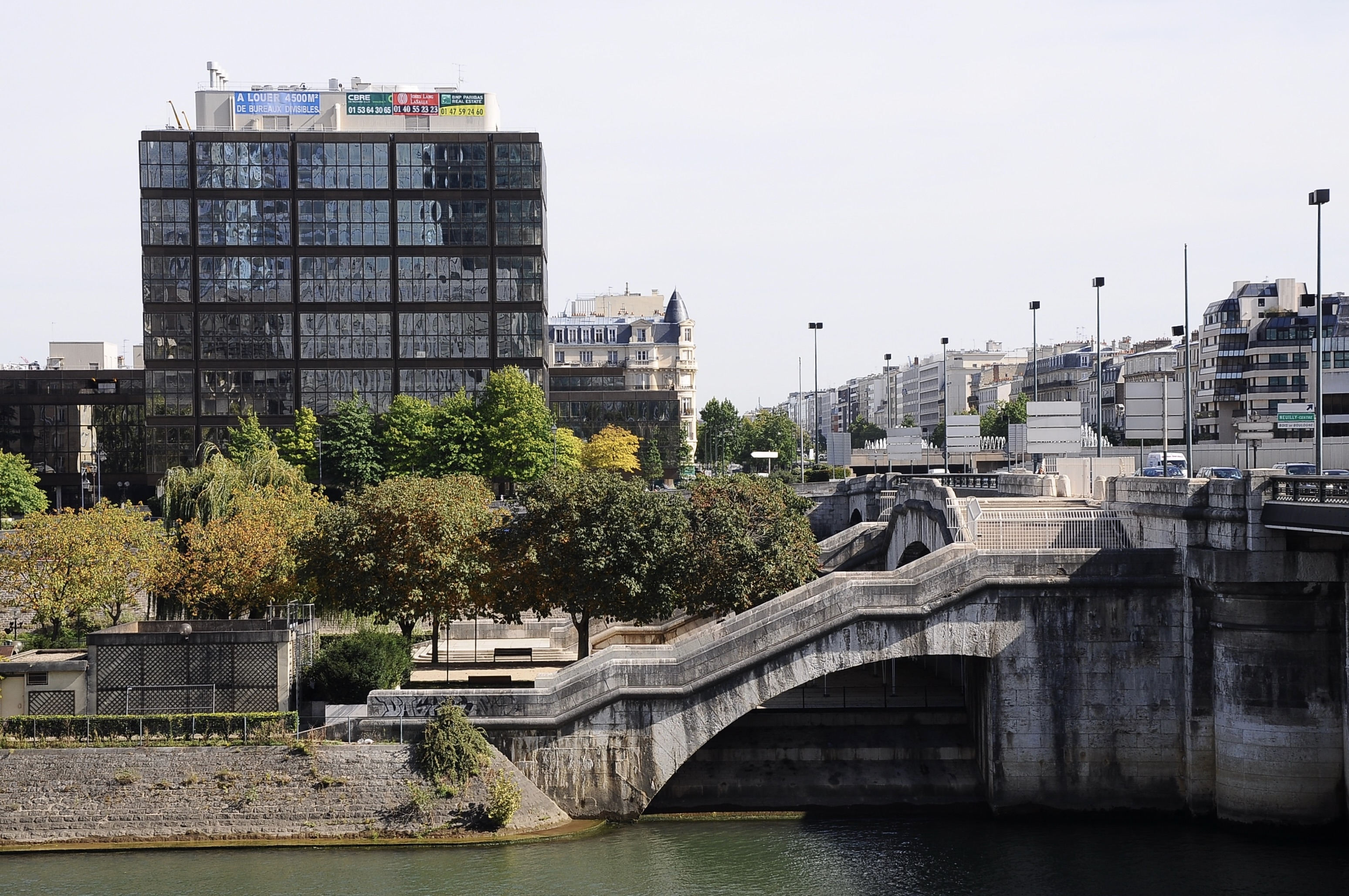
Descente sur l'île à partir du pont de Neuilly.